# Per Augustsson
Per Arne Augustsson, född 1965, är en svensk diplomat. Han är sedan augusti 2023 Sveriges ambassadör i Peking. Dessförinnan var han från 2020 Sveriges generalkonsul i Hongkong.
Augustsson fick anställning vid Utrikesdepartementet 1992. Han har tjänstgjort vid ambassaden i Zagreb, vid Statsrådsberedningens EU-kansli och Sveriges FN-representation i New York. Han har varit biträdande chef vid ambassaden i London och ambassaden i Peking. Han har också varit biträdande enhetschef på Utrikesdepartementets personalenhet.